# Simó Cordomí i Carrera

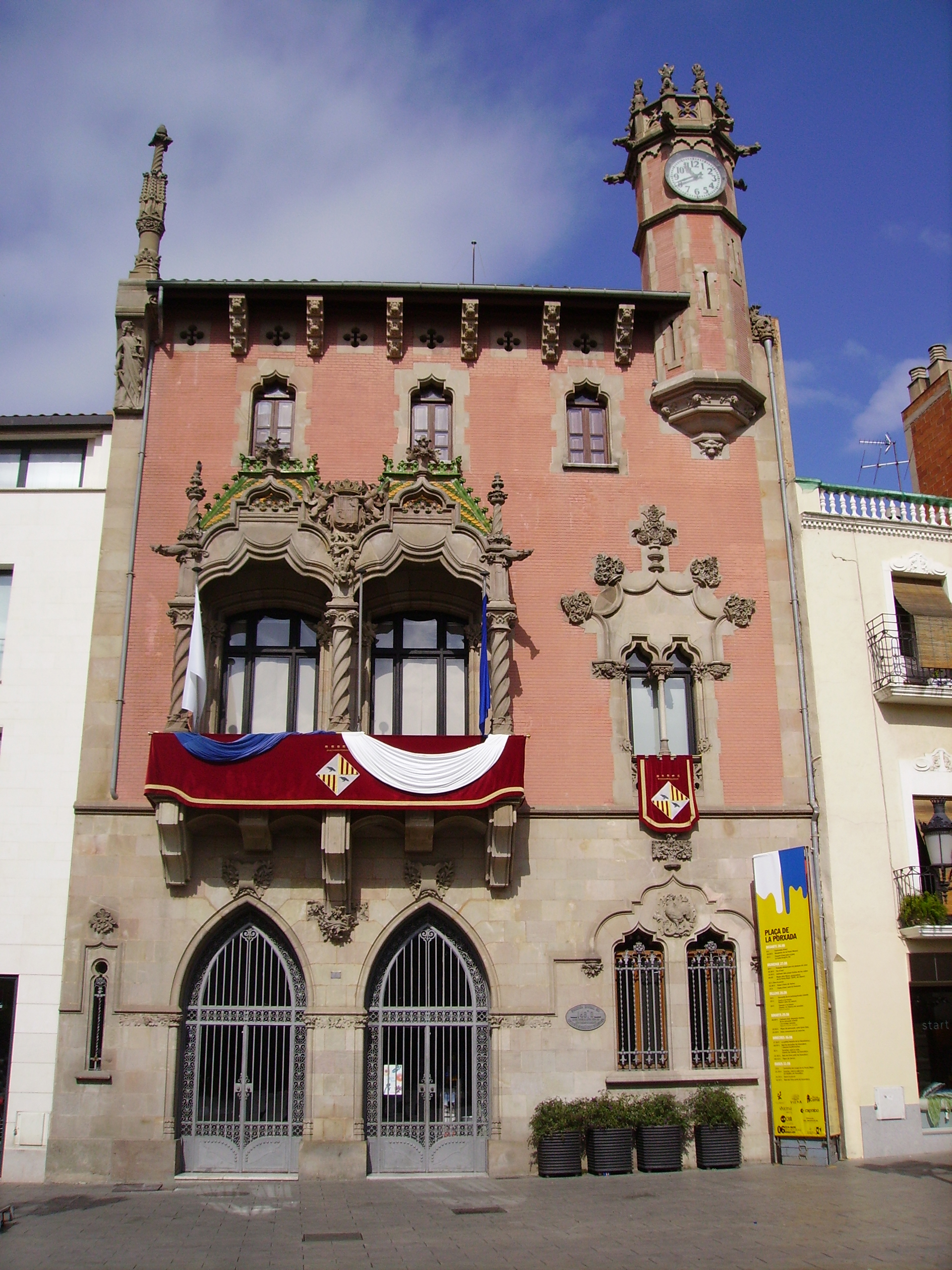
Ajuntament de Granollers

Simó Cordomí i Carrera (Olot, 29 de juliol de 1868 - Barcelona, 23 de gener de 1937) fou un arquitecte català del moviment modernista, conegut especialment per algunes obres singulars a Camprodon i Granollers, d'on va ser arquitecte municipal.
Fill de Joan Cordomí i Bosch nascut a Vilafant i de Josepa Carrera i Fontcuberta d'Olot.
Es va titular el 1895, i va començar a exercir a la seva ciutat natal, on va actuar en funcions d'arquitecte municipal mentre el càrrec va estar vacant, entre 1900 i 1902. A Olot va reformar la seu de la fàbrica d'imatges religioses L'Art Cristià (1899), el Museu dels Sants (1899), la reforma del Teatre Principal d'Olot (1902), i algunes cases del conjunt modernista del passeig de Barcelona d'Olot.

## Actuació a Granollers
El 6 de setembre de 1902 fou nomenat arquitecte municipal de Granollers, i aquell mateix any va dissenyar la seu de l'Ajuntament de Granollers, que culminaria dos anys més tard, el 1904. L'obra va ser la reforma d'una estructura preexistent amb un caràcter neogòtic florejat, amb torre de rellotge i un solemne balconada. Els elements formals i de decoració, amb escultures de Josep Maria Barnadas, reforcen el caràcter neogòtic del conjunt de l'edifici. L'associació de l'arquitectura de Cordomí i l'escultura de Barnadas representa la rehabilitació de preceptes arquitectònics i estètics medievals i la integració d'un tipus d'escultura dinàmica i decorativa que desborda el marc arquitectònic però no deslligada de significació respecte a la funcionalitat dels edificis.

## Can Roig
Cordomí va començar a mostrar el seu talent amb la construcció de Can Roig de Camprodon (1900-1901), un habitatge d'estètica modernista declarada Bé Cultural d'Interès Local, i que avui es troba rehabilitat i fent ús de pisos per a particulars. És una obra de grans dimensions on combina un modernisme en la seva variant neogòtica amb una torre quadrada principal que recorda a l'estil de la primera època de Puig i Cadafalch. La porta principal de l'edifici era d'un estil gòtic ornamentat i estava coberta per una mena de lògia d'arcades romàniques coronades per merlets. Encara es conserva algun element de la rica decoració exterior, amb peces escultòriques en pedra.
A partir d'aquestes dues grans obres, només se li coneixen alguns panteons modernistes a Barcelona, com el del Dr. Robert (1904) aixecat al cementiri de Montjuïc, o d'altres del cementiri de Sant Andreu.

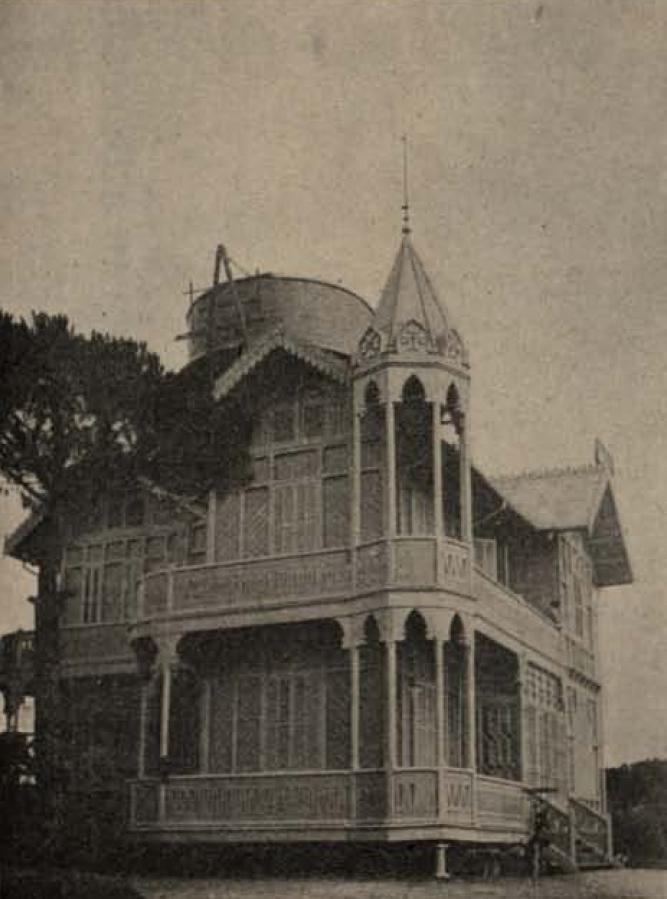
Villa Lina, observatori metereològic d'Arnau de Mercader

Cordomí també va treballar per a la Constructora Ribas i Pradell, on va dissenyar una sèrie de cases i xalets desmuntables fetes en fusta i ferro, que anaven destinades a la colònia espanyola de Fernando Poo, actual Guinea Equatorial. A Catalunya també es va instal·lar alguna d'aquestes construccions. Hi consta una edificació coneguda com a Villa Lina que va ser instal·lada al veïnat d'El far de Dosrius, per Arnau de Mercader, darrer comte de Bell-lloc, qui la feia servir com a observatori meteorològic.

## Mort
Consta la notícia d'una malaltia greu que va afectar Simó Cordomí el 1905 que va provocar la seva substitució com a arquitecte municipal de Granollers, amb caràcter temporal, per part de Jeroni Martorell. Tot i que a la biografia de Jeroni Martorell feta per la historiadora Raquel Lacuesta s'esmenta la seva mort en aquell any i el seu relleu definitiu en el càrrec per part de Joaquim Raspall, el 1907, el cert és que la seva defunció es va produir el 23 de gener de 1937 estant casat amb Terersa Escorsa i Soria (filla del serraller Dionís Escorsa i Cruells), segons apareix publicada al diari La Vanguardia.